# منصور کیخیا
منصور رشید کیخیا (به انگلیسی: Mansour Rashid El-Kikhia) یک سیاستمدار لیبیایی بود که وزارت امورخارجه این کشور را در خلال سال‌های ۱۹۷۲ و ۱۹۷۳ بر عهده داشت. او زاده شهر بنغازی بود. 